# Gregor Goldbacher

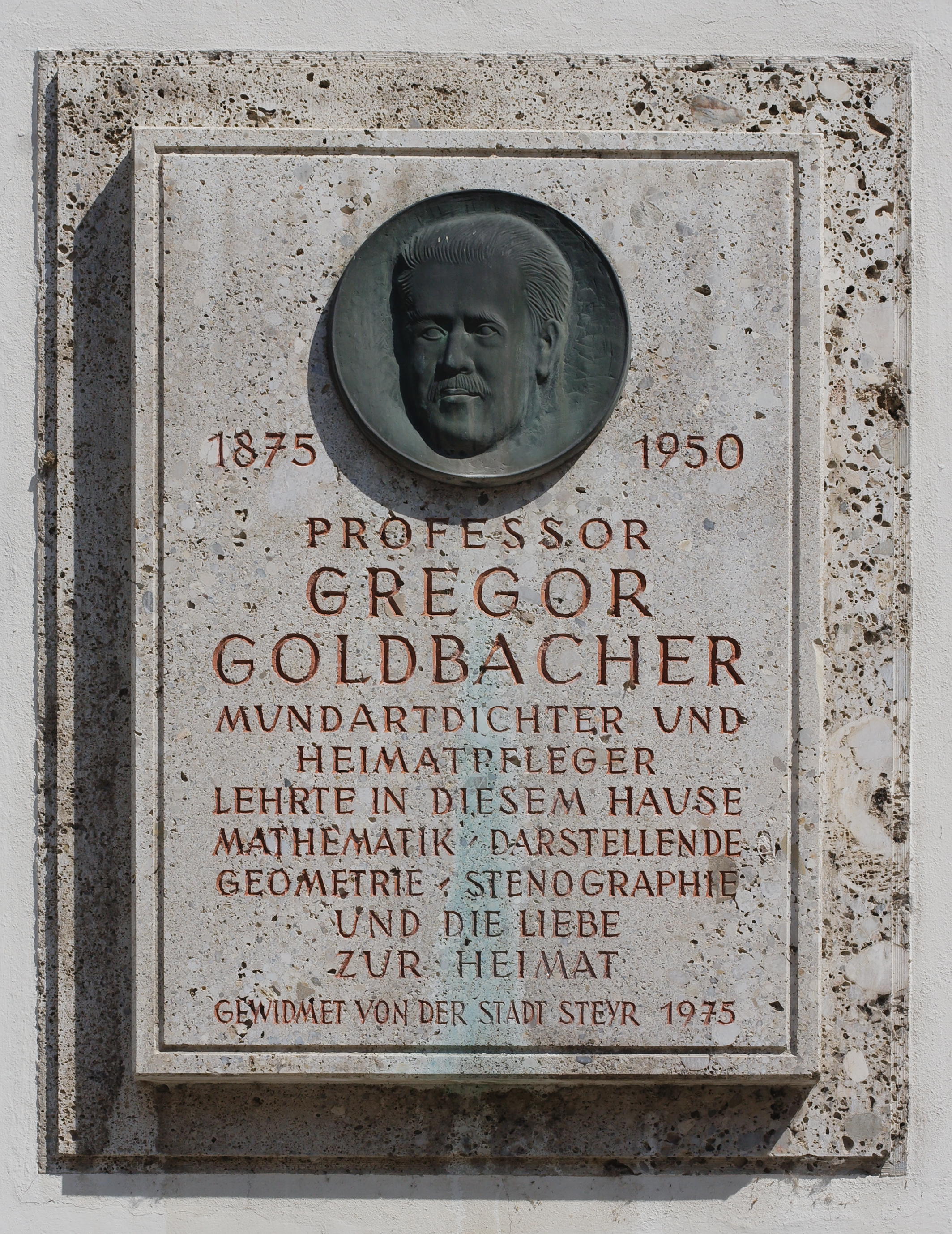
Goldbacher-Gedenktafel am Bundesrealgymnasium Steyr

Gregor Goldbacher (* 10. Oktober 1875 in Steyr; † 22. August 1950 ebenda) war ein österreichischer Lehrer, Mundartdichter und Heimatforscher.
Goldbacher maturierte 1894 an der Steyrer Realschule und studierte an der Technischen Hochschule und der Universität in Wien, wo er auch Vorlesungen
über deutsche Literatur hörte. In dieser Zeit freundete er sich mit dem späteren Musiklehrer Karl Mayer-Freinberg (1875–1949) an.
Nach Ablegung der Lehramtsprüfung wurde er am 15. September 1899 am Realgymnasium Michaelerplatz seiner Vaterstadt als Professor für Mathematik und darstellende Geometrie (seit 1900 auch für Stenographie) berufen. 1935 trat er in den Ruhestand.
Er verfasste heimatkundliche Feuilletons und Aufsätze. Dass er dabei 1938 im Jahr des Anschlusses auch Gedichte zum Ruhme Adolf Hitlers verfasste, gab Anlass zu Kritik. Er gab auch das Jahrbuch des Bundes oberösterreichischer Mundartdichter Hoamtgsang heraus.